# 핑크 팬더 3 - 돌아온 핑크 팬더
핑크 팬더 3 - 돌아온 핑크 팬더(Return Of The Pink Panther)는 영국, 미국에서 제작된 블레이크 에드워즈 감독의 1974년 코미디, 범죄 영화이다. 피터 셀러스 등이 주연으로 출연하였고 블레이크 에드워즈 등이 제작에 참여하였다.

## 출연

### 주연
- 피터 셀러스
- 크리스토퍼 플러머

### 조연
- 캐서린 쉘
- 허버트 롬
- 피터 아네
- 피터 제프리
- 그레고리 아슬런
- 데이비드 로지

## 제작진
- 협력프로듀서: 토니 애덤스
- 미술: 피터 멀린스
- 배역: 웨스톤 드러리 주니어